# 夢ロード川添商店街
|                                                       |
|                                                       |
| 所在地                                                |
| 大阪府高槻市川添2丁目3-19                             |
| 正式団体名                                            |
| 夢ロード川添商店街振興組合                            |
| 愛称                                                  |
| 夢ロードかわぞえ商店街                                |
| 交通                                                  |
| JR高槻駅・阪急高槻市駅・高槻市バス 富田団地中央バス停 |
| 創立                                                  |
| 1990年2月                                             |

夢ロード川添商店街（ゆめロードかわぞえしょうてんがい）は、大阪府高槻市川添にある路面商店街。

## 沿革
1990年・平成2年
- 旧富南商店街１９店舗
- 旧川添商店街３０店舗
- 川添ショッピングセンター１０店舗
- 川添デパート２１店舗
- 賛助会員８店舗、以上、計８８店舗による出資にて夢ロード川添商店街振興組合が設立。

2000年・平成12年4月　夢ホール２１が建設される
- 鉄骨３階建
- 多目的ホール、及び商店街事務所
- 秋、多目的ホールにてカルチャー祭りを開催

## 活動概要
商店街活性と地域活性への具体的活動
- 商業としての商店街の立場として、中小企業・小規模事業者が、経済社会構造の変化に直面しながらも、イノベーションや販路の維持かつ成長を目的とした活動を具体的迅速に取り組む。
- 地域が、直面する経済社会構造の変化によってあらゆる生活環境の劇的な変化を確認し、生活実情を絶対的存在条件とし現実的なニーズと変換させ活性する。

具体的内容
- ウィキペディアのデザインを基に、商店街保有街路スピーカー50本のデザインをボランティアの共同作業により制作。放送関係者のボランティアによりお年寄りから若者までがイベントを含め参加。放送関係者の協力によりIT・メディア関係を目指す大学生・若者が興味を示しボランティアとして参加。
- 医療と子育て機能を充実させる、医療関係・育児関係機関への誘致をさらに測る。現在５割を超える40店舗以上となり現実的ニーズと合致する。

## 概要
高槻市南部に位置し、日本住宅公団　富田団地103棟が並び、商圏人口に恵まる。商店街内は医療機関（耳鼻咽喉科／歯科／肛門科／眼科／内科／皮フ科.他薬局等）が充実する。平和堂をベースに専門店を中心とした業種で構成される地域密着型商店街となる。全ての歩道が改修され、防犯カメラ設置に伴い、安心安全のプラットフォームを整え利便性も改善向上される。商店街内の店舗では、全国でも有名なペットショプ（2016年４月放映の読売テレビ「天才！志村動物園」に出演）・全国ロールケーキブームのきっかけとなるスィーツショップ、カルチャーシーンにおいても有名なミュージシャン・タレント・芸人が商店街で育ち、現在でも彼らが、商店街、関係イベント・有名店舗をメディア媒体（テレビ・ラジオ）にて宣伝する。
　毎年行われている「川添まつり」は、１万7000人を動員するが、必ずしも平日の集客につながっているとは言い難いため、放送プロデューサーの無償援助・ボランティアにより、2015年１月からテスト的に商店街のスピーカー放送にてバラエティあふれる個性的な放送番組を10時から１８時までテストオンエアー、商店街に来る方が楽しみ集客力も維持し増加傾向。

## 周辺地域の概況
商店街周辺半径人口は500m（約33千人）、半径1km（51千人）となっている。商店街を中心とした半径300ｍに5校の小学校と2校の中学校が並立する・高槻市立寿栄小学校・高槻市立芝生小学校・高槻市立玉川小学校・高槻市立丸橋小学校・高槻市立柳川小学校・高槻市立柳川中学校・高槻市立第三中学校。最近の状況として、商店街を抜けた先に大阪府立高槻南高等学校跡地が住宅地となったため、人口は増加している一方で、周辺地域にユニクロ・GUの量販店、コノミヤ・フレッツのスーパー、ホームセンター　コーナンが進出する等、商業競争は厳しい状態になっています。しかし、スピーカー事業に興味を示した関西大学・地元若者の参加により、老創世の活性化が見られる。

## 来街者の概況
医療・スーパー、等の利用者の多くが当商店街を通行し、年齢層を問わずの来街者が多い。顧客層は近隣の高齢者が多く、次に主婦を中心とした中高年、新興住宅街住民や小中学校生となっている。来街者は、商店街が衣食住の全てのニーズを揃えている事からそれら専門店も利用している。
【地域住民のニーズ】
- にぎわいのある商店街
- ワンストップショッピングができる商店街
- 安心安全の商店街
- 若者によるショッピングの需要